# Дзокка
Дзокка (итал. Zocca) —  коммуна в Италии, располагается в регионе Эмилия-Романья, подчиняется административному центру Модена. 
Население составляет 4640 человек, плотность населения составляет 66 чел./км². Занимает площадь 69 км². Почтовый индекс — 41059. Телефонный код — 059.
Покровителем населённого пункта считается Sacro Cuore.